# Firtan
Firtan (ahd. für „vertan“) ist eine Post-Black-Metal-Band aus Lörrach in Baden-Württemberg.

## Bandgeschichte
Firtan wurde im Frühjahr 2010 von Phillip Thienger, Martin „Troll“ Lindner und Neves Sänger in Lörrach gegründet. Im Laufe des Jahres kamen Linda Biermann und Oliver König dazu und vervollständigten die Band. Im Jahr 2011 folgten die ersten Live-Auftritte und ein Besetzungswechsel. Neves Sänger verließ die Band und Simon Philipp übernahm seine Position an der Rhythmusgitarre.

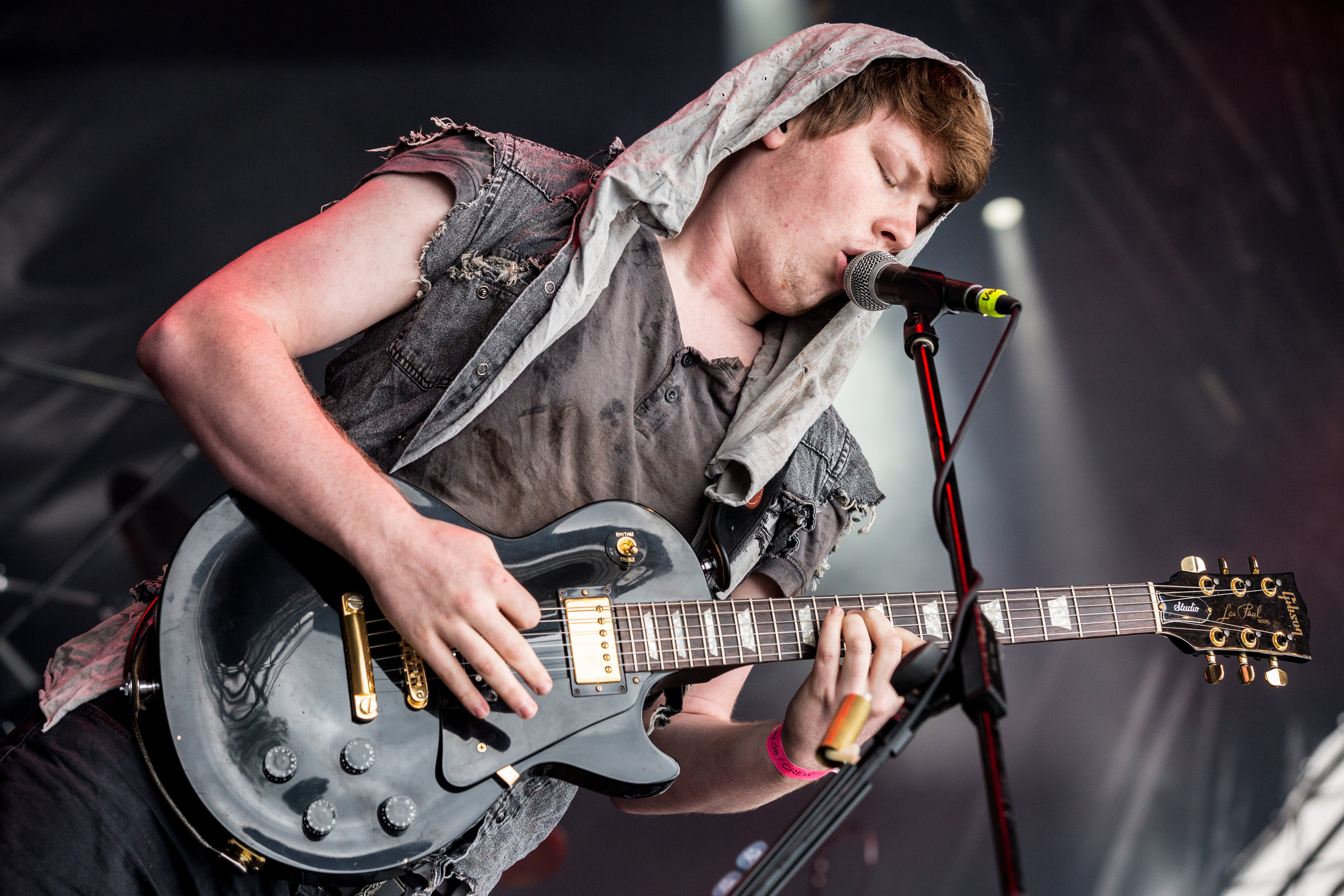
Phillip Thienger (2023)

 2012 begann die Arbeit an der ersten EP Wogen der Trauer, die am 19. Januar 2013 in Eigenleistung veröffentlicht und vertrieben wurde. Linda Biermann verließ 2012 die Band, wirkte aber auf den Aufnahmen noch mit.
Am 16. Mai 2014 erschien das Debütalbum Niedergang in Eigenproduktion. Von dem Album wurden neben CDs im Eigenvertrieb, zusätzlich Musikkassetten über Metal Defiance Productions und LPs über AOP Records vertrieben.
Am 6. Mai 2016 wurde die EP Innenwelt mit drei Titeln über insgesamt 25 Minuten bei dem Independent-Label Northern Silence Productions veröffentlicht.
Das zweite Studioalbum Okeanos wurde am 13. Juli 2018 bei AOP Records veröffentlicht. Rund vier Jahre später folgte das dritte Album Marter am 14. Oktober 2022. Beide Alben wurde von Markus Stock von Empyrium und The Vision Bleak gemixt und gemastert.

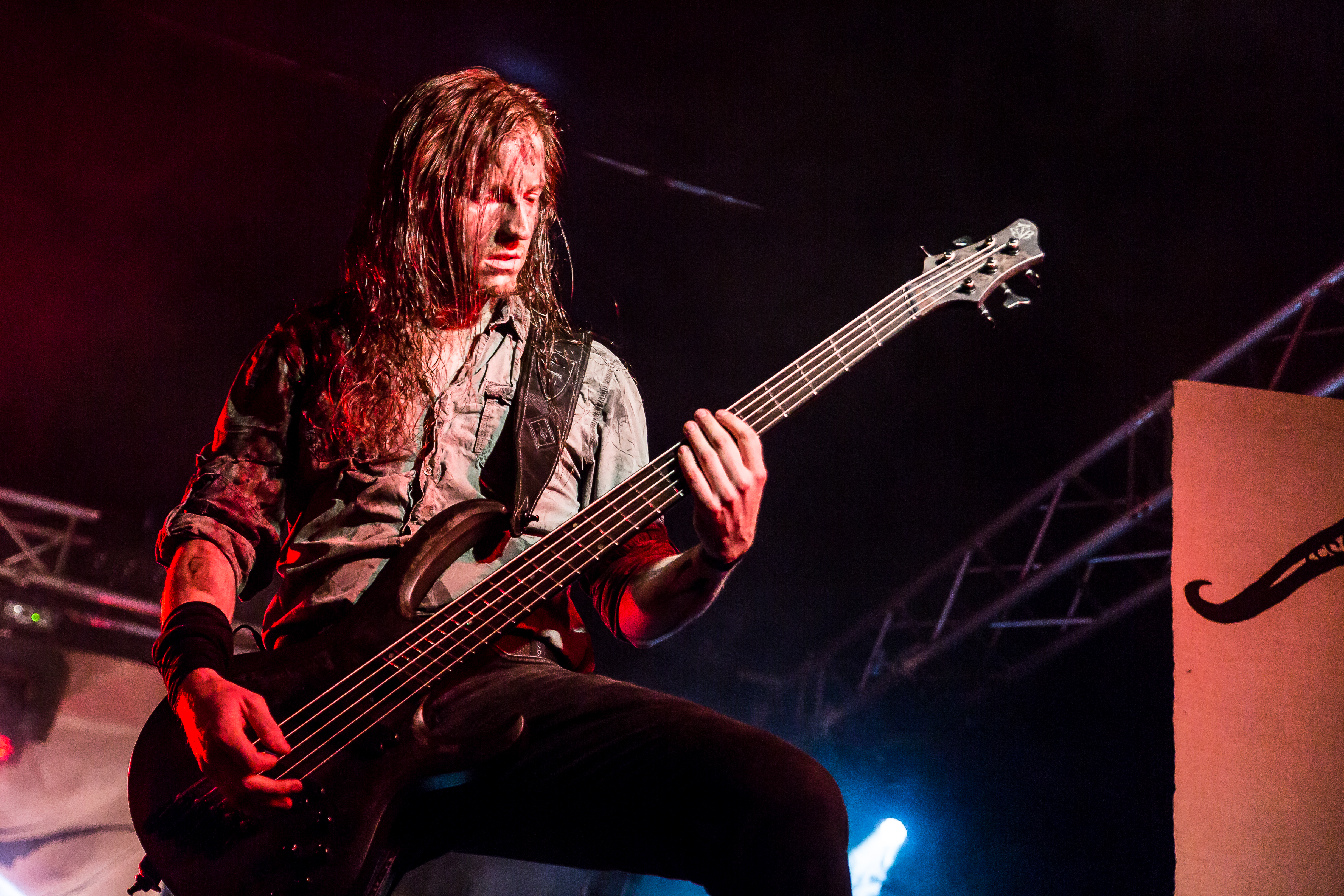
Oliver König (2023)

Das vierte Studioalbum Ethos erschien am 13. September 2024 ebenfalls bei AOP Records. Das Album wurde erneut im Studio von Markus Stock aufgenommen und abgemischt. Mit Michael „J.J.“ Kogler von Harakiri for the Sky und Lukas „L.G.“ Gosch von Ellende sind zwei prominente Gastsänger auf dem Album vertreten. Das Cover-Artwork wurde von der Künstlerin Nona Limmen gestaltet.
Im Herbst 2024 tourte Firtan gemeinsam mit Finsterforst, Countless Skies und Sojourner im Vorprogramm der rumänischen Folk-Metal-Band Bucovina durch Europa. Dabei wurden insgesamt 16 Konzerte in 8 Ländern gespielt.
Im Sommer 2025 spielen Firtan auf dem Summer Breeze Open Air und auf dem Party.San Metal Open Air. Für den Herbst 2025 ist bereits eine Tournee mit Thyrfing angekündigt.

## Stil
Firtan spielten zu Beginn Pagan Metal, der sich im Laufe der Zeit zu reinem Black Metal entwickelte, der im Norwegen der frühen neunziger Jahre verortet werden kann. Dabei lässt das Quintett verschiedene Emotionen von Verzweiflung bis Melancholie zu, ohne dabei seinen spielerisch gehobenen Anspruch zu vernachlässigen. Firtan stehen für die rohe Schönheit des Black Metal, hervorgehoben durch längere Instrumental-Passagen, schreibt der Metal Hammer.
Firtan mischen Einflüsse aus einer Vielzahl an Musikgenres zu einem treibenden, rohen und dennoch cinematischen Klangwerk. Beeinflusst durch Bands wie Thyrfing, Agalloch und Emperor zeichnet sich die Musik der Band durch eine Kombination aus Black-, Pagan-Metal, Prog- und Post-Rock, sowie orchestralen Elementen und gefühlsbetontem Gesang aus.

## Diskografie
- 2013: Wogen der Trauer (EP, ohne Label)
- 2014: Niedergang (Album: MC, Metal Defiance Productions; LP, AOP Records)
- 2016: Innenwelt (EP, Northern Silence Productions)
- 2018: Okeanos (Album, AOP Records)
- 2022: Marter (Album, AOP Records)
- 2024: Ethos (Album, AOP Records)

Beiträge auf Kompilationen (Auswahl)
- 2015: Hypnos und Thanatos auf Undergrounded Sampler No.4 (CD, Undergrounded)
- 2016: Innenschatten auf Out & Loud Festival - Newcomer Sampler 2016 (CD, NoiseArt Records)
- 2017: Im Licht meiner Sonne auf Riedfest 2017 (CD, Defying Danger Records)

## Musikvideos
- 2019: Nacht Verweil (Regie/Produktion: Oliver König / Mbience Visuals)
- 2022: Amor Fati (Regie/Produktion: Oliver König / Mbience Visuals)
- 2024: Wermut hoch am Firmament mit Lukas Gosch von Ellende (Regie/Produktion: Oliver König / Mbience Visuals)
- 2024: Komm herbei, schwarze Nacht mit Markus Stock (Regie/Produktion: Oliver König und Klara Bachmair / Mbience Visuals)
- 2025: Hrenga mit JJ von Harakiri for the Sky (Regie/Produktion: Oliver König / Mbience Visuals)

## Rezeption
Das vierte Studioalbum Ethos wird von Metal Hammer als atmosphärisch und cineastisch beschrieben und insgesamt sehr gut bewertet (5.5/7 Punkten). Der Aufbau des Werks sei gekonnt kontrastreich und durch die längeren, ruhigeren instrumentalen Passagen melancholischer als sein Vorgänger.
Das dritte Studioalbum Marter bewertet der Metal Hammer ebenso gut (5.5/7 Punkten) und schreibt darüber anerkennend:

„Marter oszilliert zwischen berserkerhafter, klirrender Raserei und eleganter Anmut, vermeidet Klischees und geht eingängig ins Mark: Mit Abstand das stärkste Material der Band.“

Auf dem zweiten Studioalbum Okeanos sorgen zahlreiche Tempowechsel und die angezerrten Picking-Melodien für komplexe Strukturen. Dabei trifft melodisch-progressiven Black Metal mit überschlagenden Vocals thematisch auf griechischen Mythen, Nietzsche und Lovecraft, schreibt das Musikmagazin Rock Hard und bewertet das Album gut (7/10 Punkten).